# Broederkerk (Altenburg)
De Broederkerk (Brüderkirche) is een protestantse kerk in Altenburg, Thüringen. Het kerkgebouw ligt aan de westelijke rand van de historische binnenstad en heeft een zeer sterk beeldbepalend karakter. De naam van de kerk is te danken aan de voorganger, een kloosterkerk van de minderbroeders.
Bijzonder is dat het gehele oorspronkelijke interieur tot op de dag van vandaag bewaard is gebleven.

## Geschiedenis

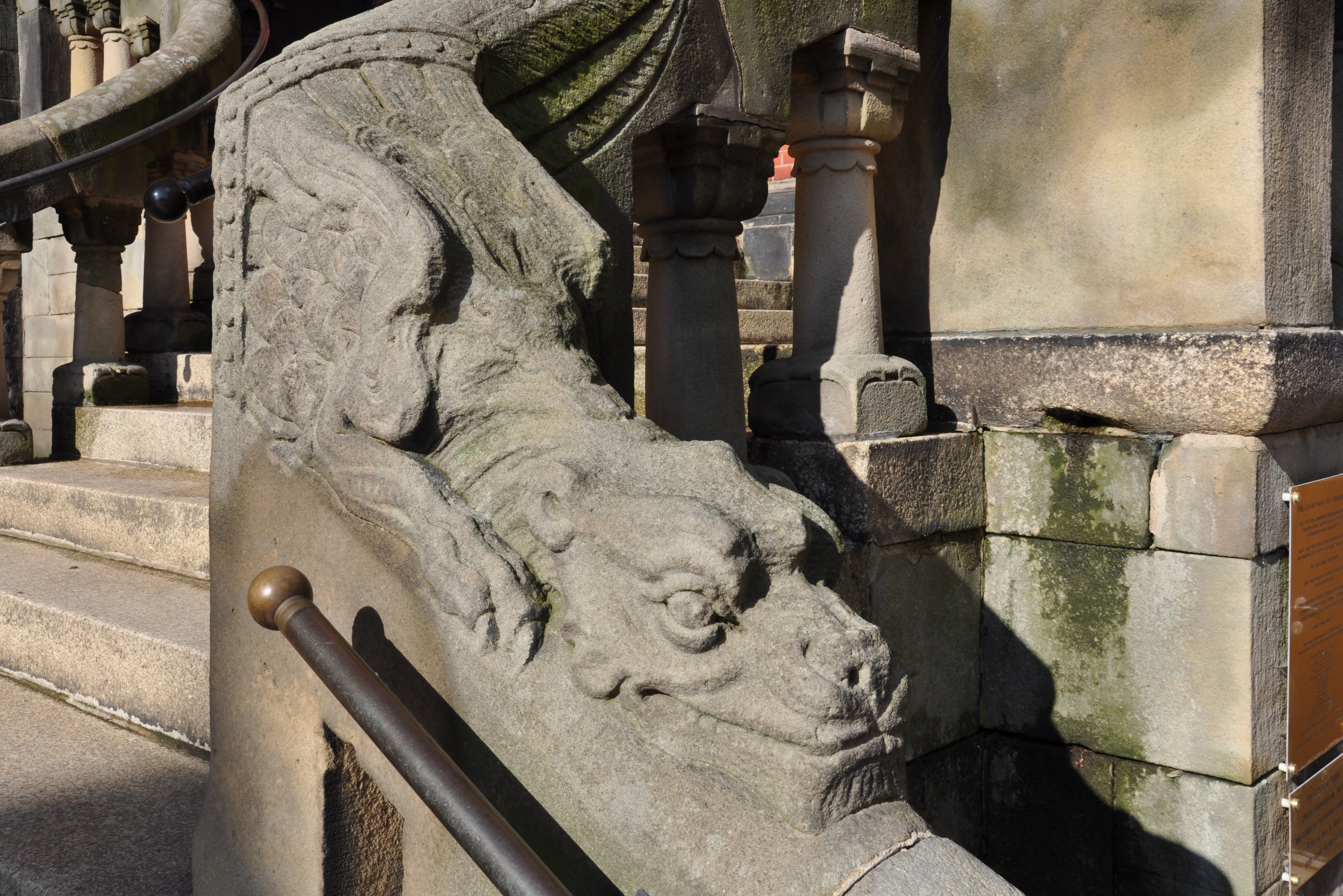
Trapdecoratie

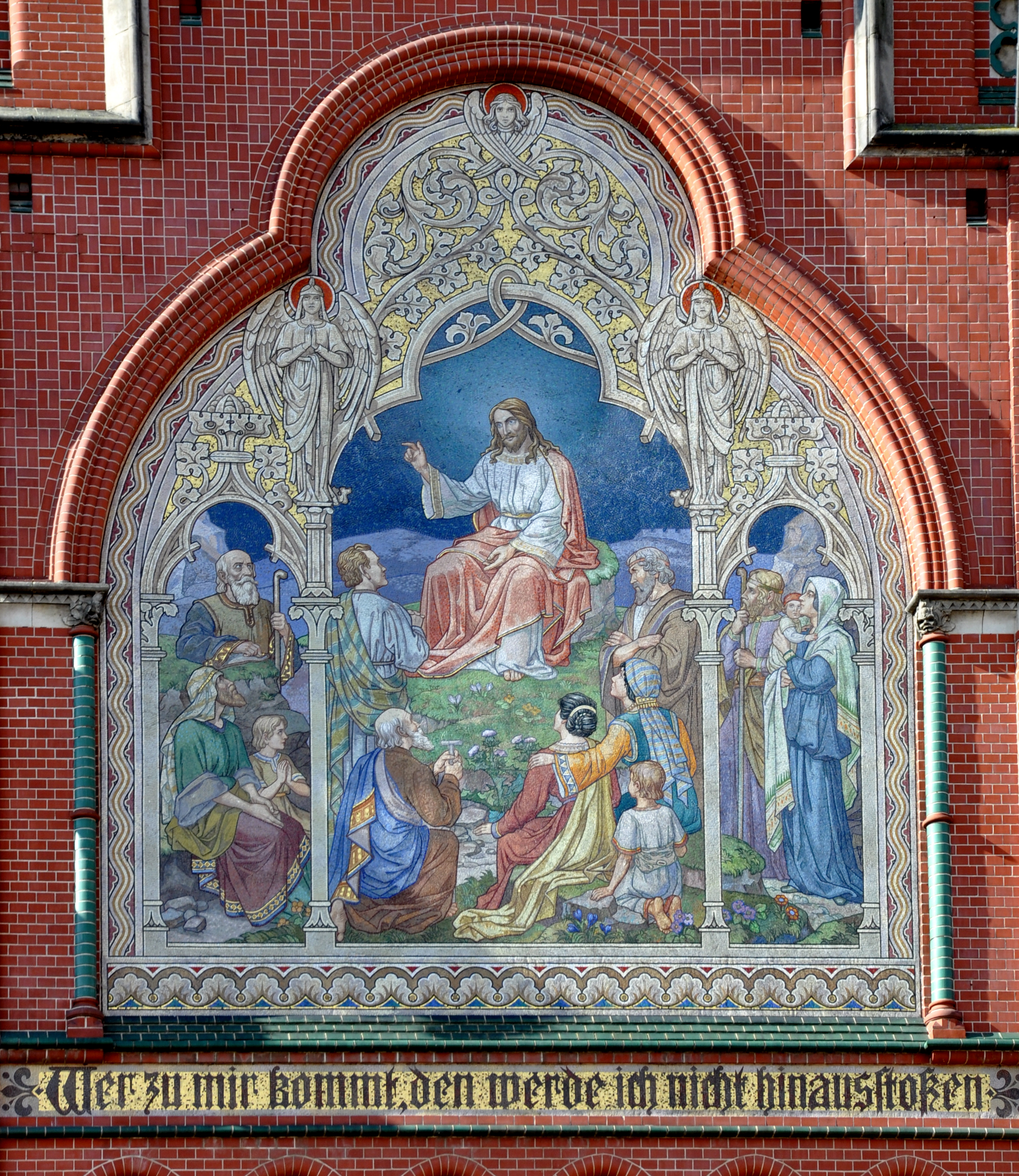
Mozaïek Bergrede

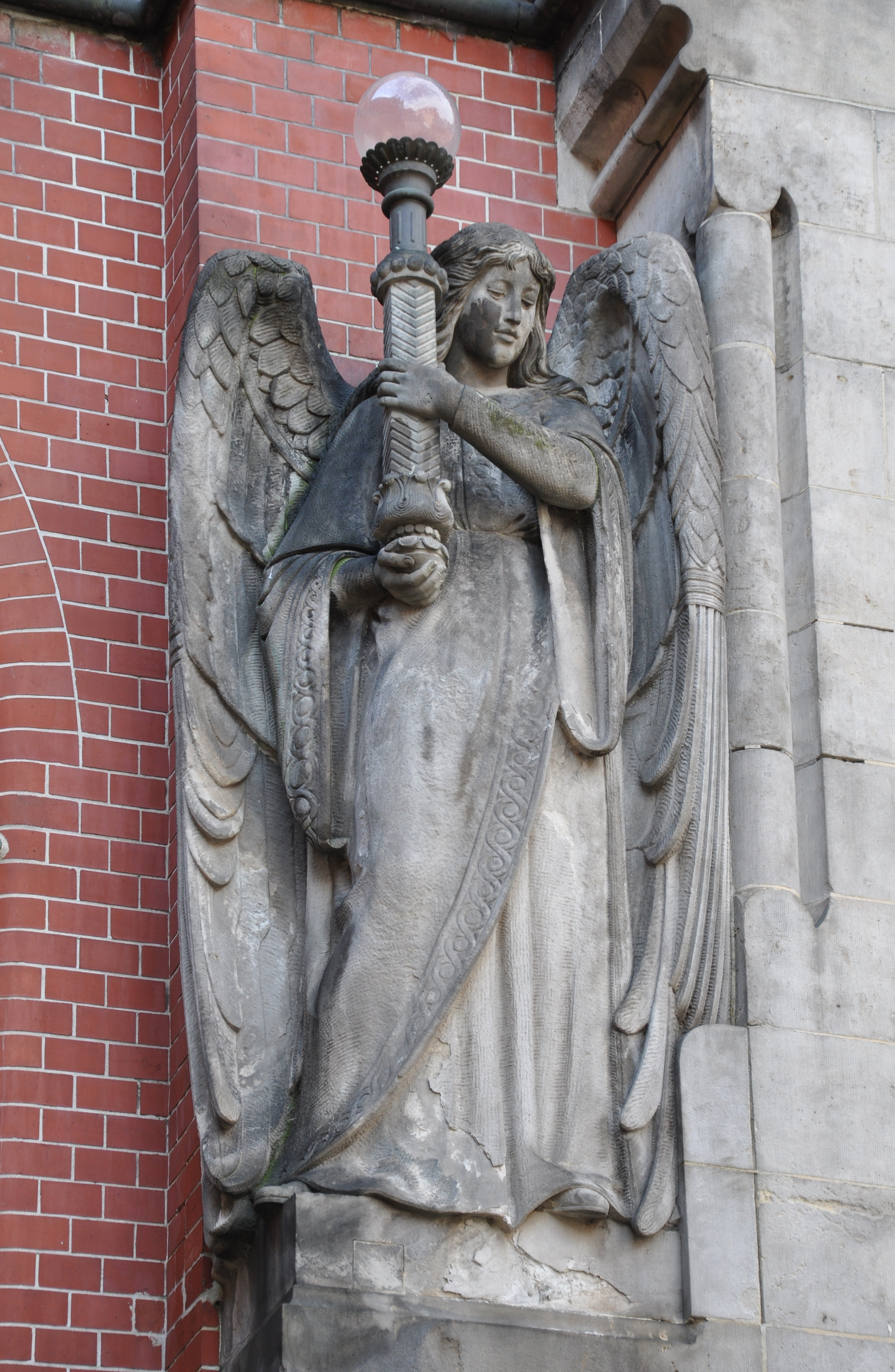
Portaalengel

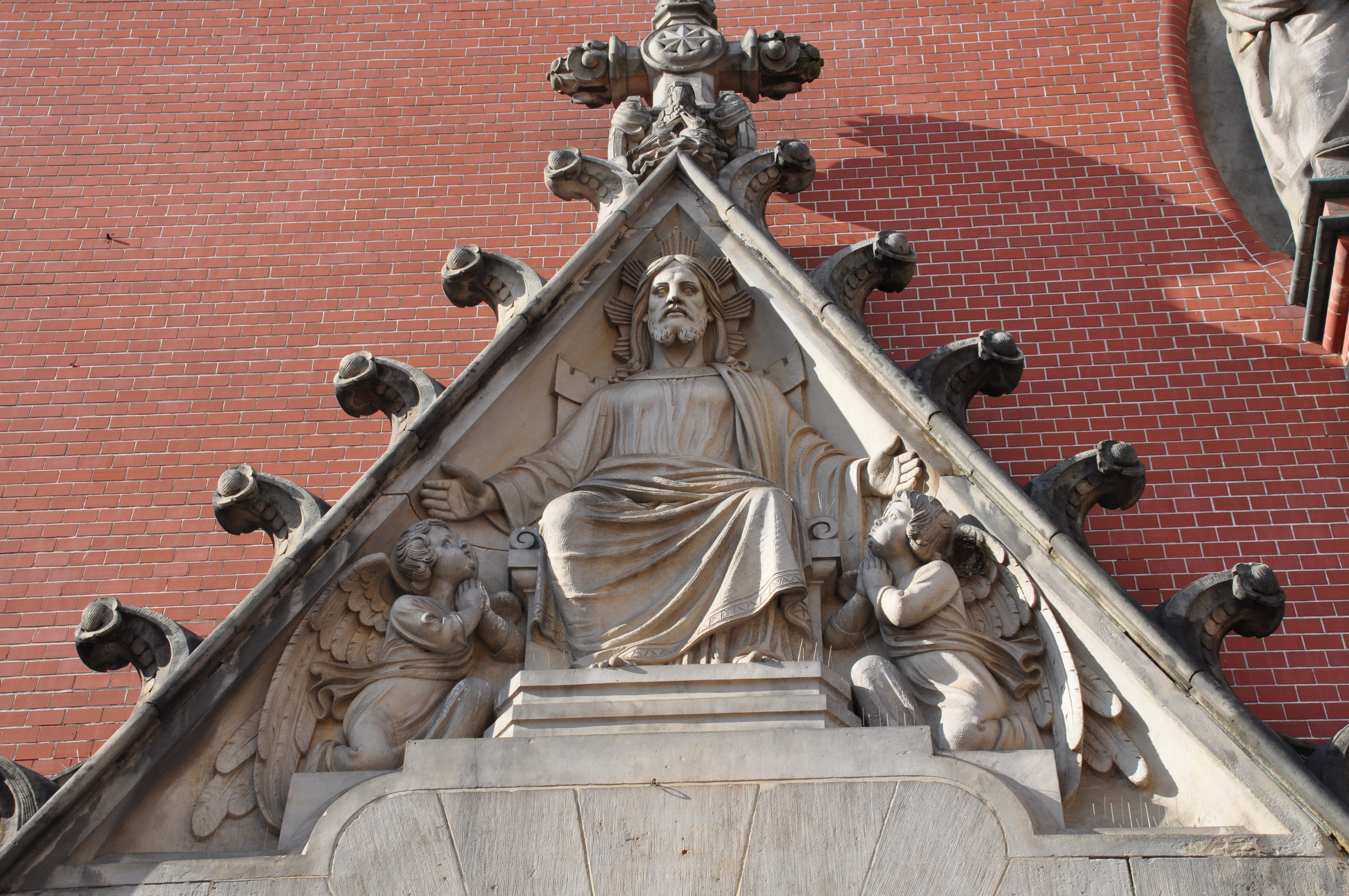
Portaalreliëf van Christus

De franciscaner kerk werd gebouwd in laatgotische stijl als een eenschepig gebouw met stergewelf. Het maaswerk van de grote, hoge spitsboogvensters toonden de voor de late gotiek typerende visblazen. Een bijzonderheid vormde de oostelijke gevel met zes rijen over elkaar heen liggende blindnissen waarin heiligen waren geschilderd. In de periode 1501-1512 lieten keurvorst Frederik de Wijze en zijn broer hertog Johan de kerk aanmerkelijk vergroten en tegen het einde van de 18e eeuw werd de kerk naar het westen toe nogmaals verlengd. In de grafkelder onder de Broederkerk bevinden zich nog altijd de sarcofagen van de leden van het hertogelijk huis van Altenburg uit de tijd van 1627 tot 1675.
Tegen het einde van de 19e eeuw werd de oude Broederkerk te klein voor de groeiende bevolking. Omdat de kerk bovendien niet te herstellen gebreken vertoonde, werd er voor een representatieve nieuwbouw een publieke wedstrijd voor Duitse protestantse architecten uitgeschreven. Het stond de architect vrij welke bouwstijl hij voor de protestants-lutherse preekkerk met 1000 zitplaatsen zou kiezen. Het wedstrijdcomité onder voorzitterschap van de architect Johannes Otzen koos uit 46 tekeningen het ontwerp van de architect Jürgen Kröger. Op 18 juli begon de afbraak van de bouwvallige oude kerk. Op 14 mei 1902 volgde de eerstesteenlegging en op 7 mei 1905 werd de nieuwbouw ingewijd.

## Beschrijving
De bakstenen kerk heeft een monumentale trapopgang, die is aangelegd als dubbelarmige trap met een ruim bordes. Het portaal wordt geflankeerd door twee engelen die toortsen dragen. Boven de ingang in de wimperg bevindt zich het beeld van een uitnodigende Christus geflankeerd door engelen. Het grote mozaïek aan de gevel stelt de Bergrede van Jezus voor. Het werd gemaakt door Otto Berg, die ook de muurschilderingen in de kerk verzorgde. Aan de gevel is ook een groot beeld van Maarten Luther geplaatst, een werk van de Berlijnse beeldhouwer Richard Grüttner. Het beeld herinnert aan de preek van Maarten Luther in de oude Broederkerk. Het beeld staat in een ondiepe nis in de vorm van een mandorla. Onder het mozaïek bevinden zich twee schildvormige reliëfs, eveneens van Richard Grüttner, die de hervormers Georg Spalatin en Wenzeslaus Link voorstellen. 
De neogotiek overheerst in het exterieur van de kerk, daarnaast zijn neoromaanse stijlvormen en jugendstil toegepast.
De plattegrond van de kerk heeft de vorm van een centraalbouw. Het altaar ligt anders dan gebruikelijk in het westen, omdat de ingang van de kerk aan de Markt in het oosten ligt. Voor de eigenlijke kerk liggen links en rechts nog twee zalen voor het koor en vormelingen. Daartussen bevinden zich een doopruimte, de voorhal en de toegangen tot de galerijen, die de kerk driezijdig omgeven. Twee toegangen leiden naar de groenvoorziening van de kerk. De doopkapel heeft een glas-in-loodraam in de jugendstil. Het rond doopvont toont romaanse vormen.

## Interieur
Het interieur van de kerk is met witte baksteen bekleed en de muren zijn beschilderd met jugendstil en middeleeuwse motieven. Kleurige vensters verlichten de kerkruimte. De altaarruimte wordt verlicht door drie roosvensters. Onder elk roosvenster bevindt zich een muurschildering, met centraal de Kruisiging, links daarvan de Geboorte en rechts de Verrijzenis. De personen links en rechts van het altaar stellen Mozes en Johannes de Doper voor. Vanuit de kerk hebben alle gelovigen een vrije blik op het altaar en de kansel. Het rijk versierde altaar in neogotische stijl werd van Franse kalksteen gemaak en is een ontwerp van de Berlijnse architect Richard Schirmer. Centraal staat een reliëf van het Heilig Avondmaal. Zijdelings staan de beelden van de vier evangelisten. Zoals de overige beelden en reliëfs werd het altaar door Richard Grüttner gemaakt.
De kansel van donker eikenhout rechts van het altaar is versierd met filigraandecoraties en het hoofd van Christus. Tegenover de kansel bevindt zich het gestoelte voor de hertog. In het midden van het stergewelf is verlichting in de vorm van een kruis aangebracht, omgeven door acht beschilderde engelen. 
Op de galerijen bevinden zich grote driedelige glas-in-loodramen; centraal wordt een voorstelling uit het Nieuwe Testament uitgebeeld. Het driedelige venster op de orgelgalerij op de noordzijde toont Maarten Luther met aan zijn zijde Paul Gerhardt en Johann Sebastian Bach. Op het tegenover liggende venster wordt de Zweedse koning Gustaaf II Adolf van Zweden uitgebeeld. Links van hem bevindt zich het wapen van het voormalige Altenburgse vorstenhuis, rechts dat van Altenburg. Alle ontwerpen van de glasvensters stammen van Paul Gathemann.

## Orgel
Met de afbraak van de oude Broederkerk in 1901 werd ook het orgel uit 1859 gedemonteerd. Voor de nieuwe Broederkerk bouwde Wilhelm Sauer in 1905 een orgel met 48 registers verdeeld over drie manualen en pedaal. In 1925 werden de tijdens de Eerste Wereldoorlog in beslag genomen tinnen pijpen van het orgel door zinken pijpen vervangen. De dispositie van het orgel werd herhaaldelijk veranderd, maar tussen 1990 en 1998 werd het orgel weer in de oorspronkelijke staat teruggebracht.

## Klokken
Omdat de Franciscanen geen klokkentoren mochten bezitten, dienden sinds 1529 de twee klokken van de Nicolaastoren als gelui voor de Broederkerk. De kleinere klok is tot op de dag van vandaag bewaard gebleven, maar de grotere uit 1684 werd in de Eerste Wereldoorlog omgesmolten. De vier bronzen klokken van de nieuwe Broederkerk werden in 1903 in Apolda gegoten en moesten in 1917 worden afgeleverd. In 1921 volgde de wijding van de drie vervangers, echter in de Tweede Wereldoorlog werden ook deze klokken voor omsmelting uit de toren getakeld. Na de oorlog werd van de teruggevonden grootste klok een gelui van drie klokken gegoten. 
Ook het klokkenspel uit 1907 met 16 bronzen klokken werd in 1942 tegelijk met de andere klokken voor oorlogsdoeleinden beslag gelegd. In 1996 werd het nieuwe klokkenspel van 16 klokken voor het eerst in gebruik genomen.

## Renovaties
In de oorlogsjaren 1939-1945 en daarna tot 1978 werd er weinig onderhoud aan de Broederkerk gepleegd. Er ontstond grote schade aan het dak en de torenbedekking en jarenlang sijpelde het regenwater naar binnen. Van overheidswege werden geen subsidies verstrekt en de renovaties moesten geheel uit giften van de kerkleden worden gefinancierd. De kerkelijke gemeente kreeg van overheidswege eerder tegenwerking dan medewerking, waardoor het herstel vanaf 1979 zeer geleidelijk plaatsvond. Pas in 1984 was de nieuwe dakbedekking van de toren voltooid. In 1986 kwam de restauratie van het gevelmozaïek gereed en werd er een begin gemaakt met de vernieuwing van de beschildering van het interieur. In 1992-1993 volgde de restauratie van de jugendstil-trap en in de periode 1996-1998 werd het dak van nieuwe leibedekking voorzien. Sinds 1998 heeft de kerk elektrische verwarming.

## Afbeeldingen interieur

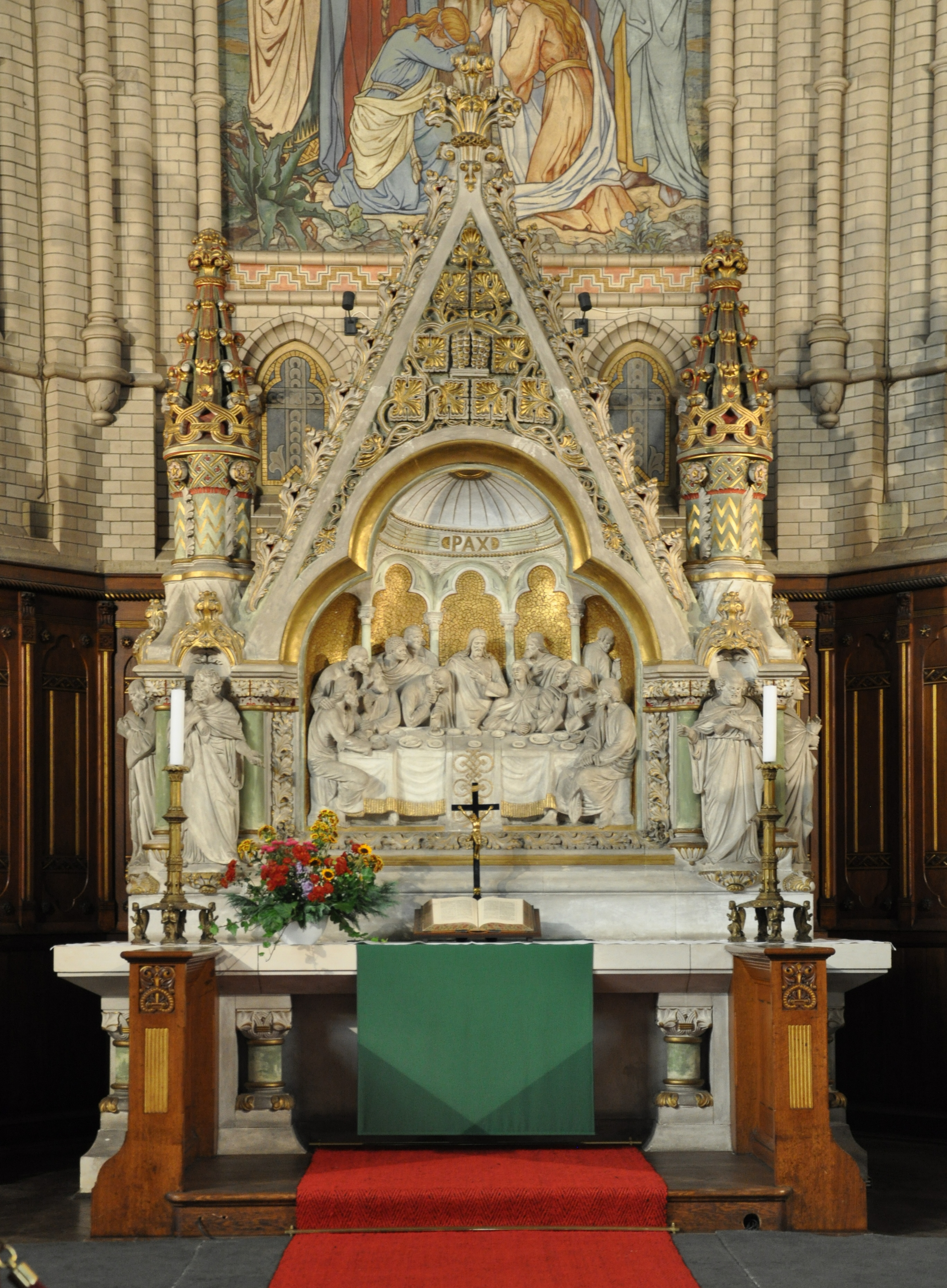
Neogotisch altaar
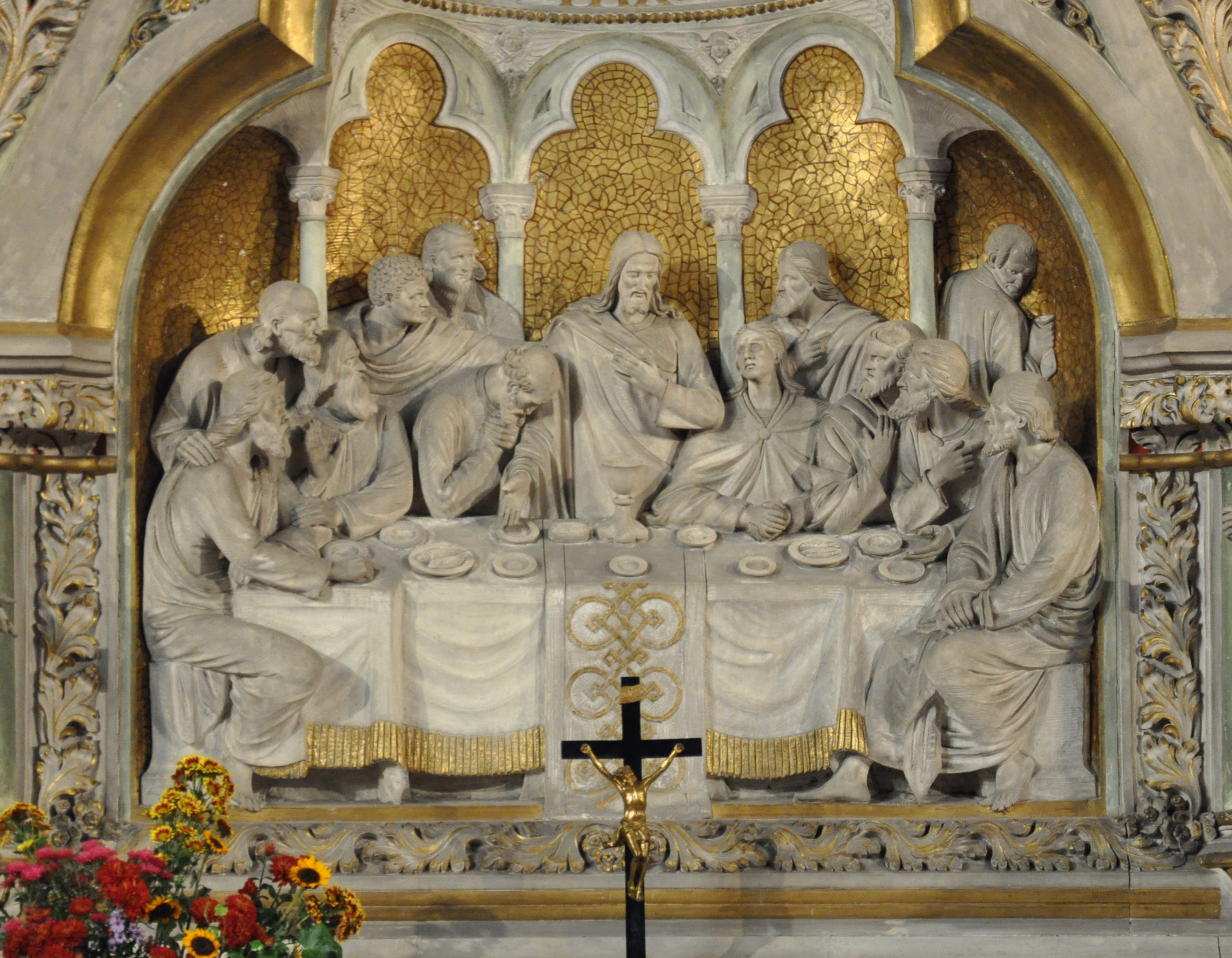
Altaarreliëf van het Avondmaal
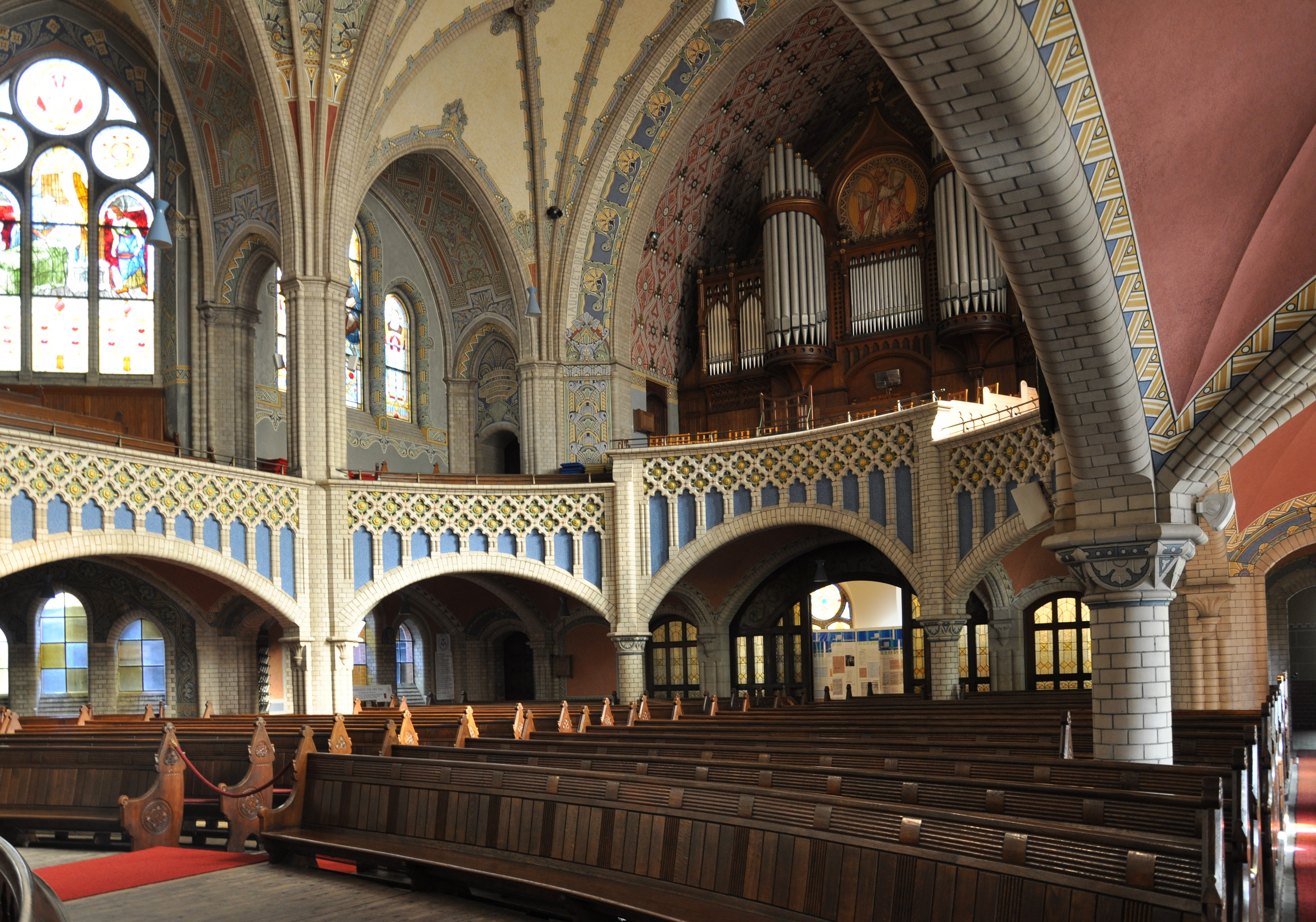
Interieur en orgel
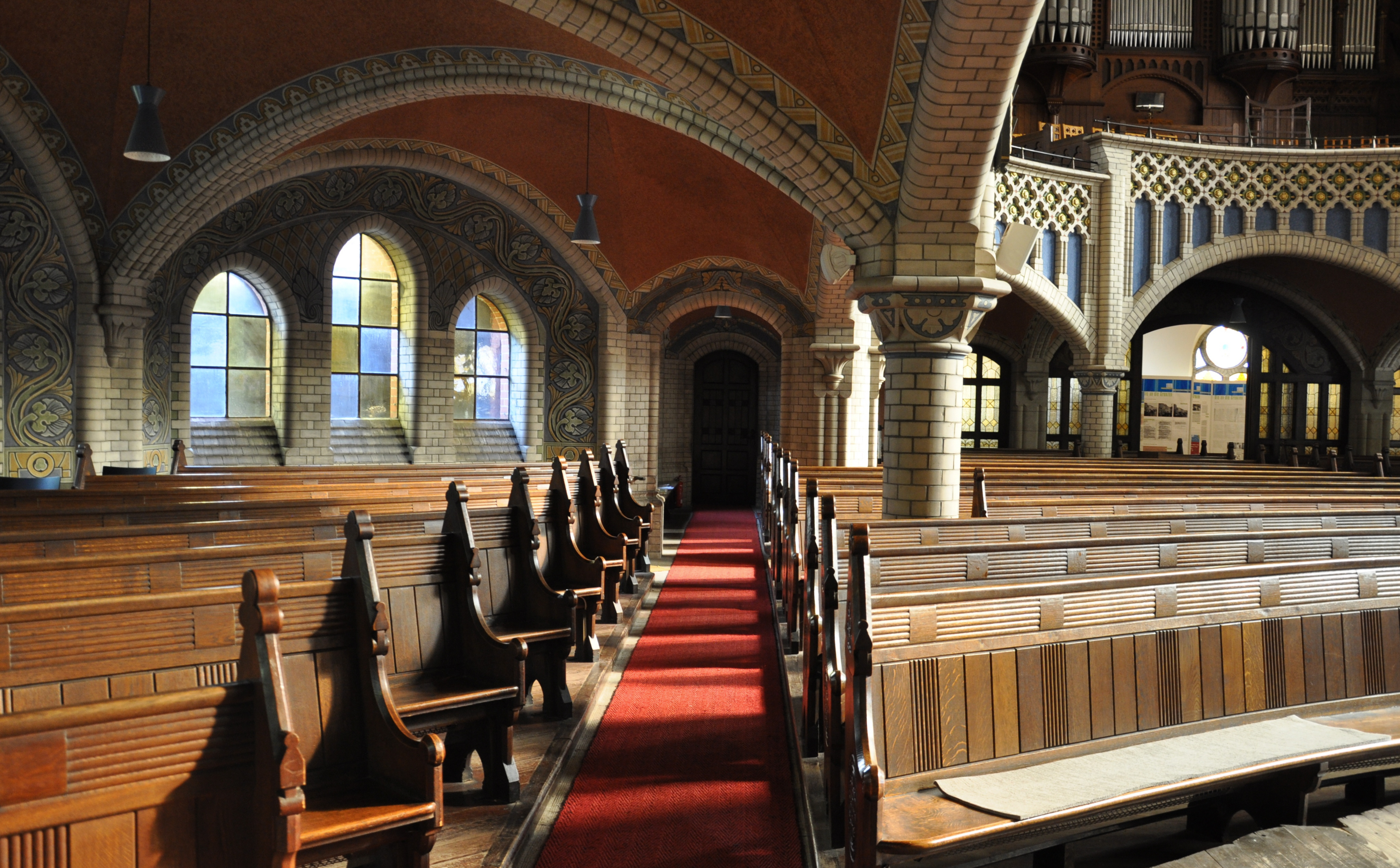
Jugendstilbeschildering
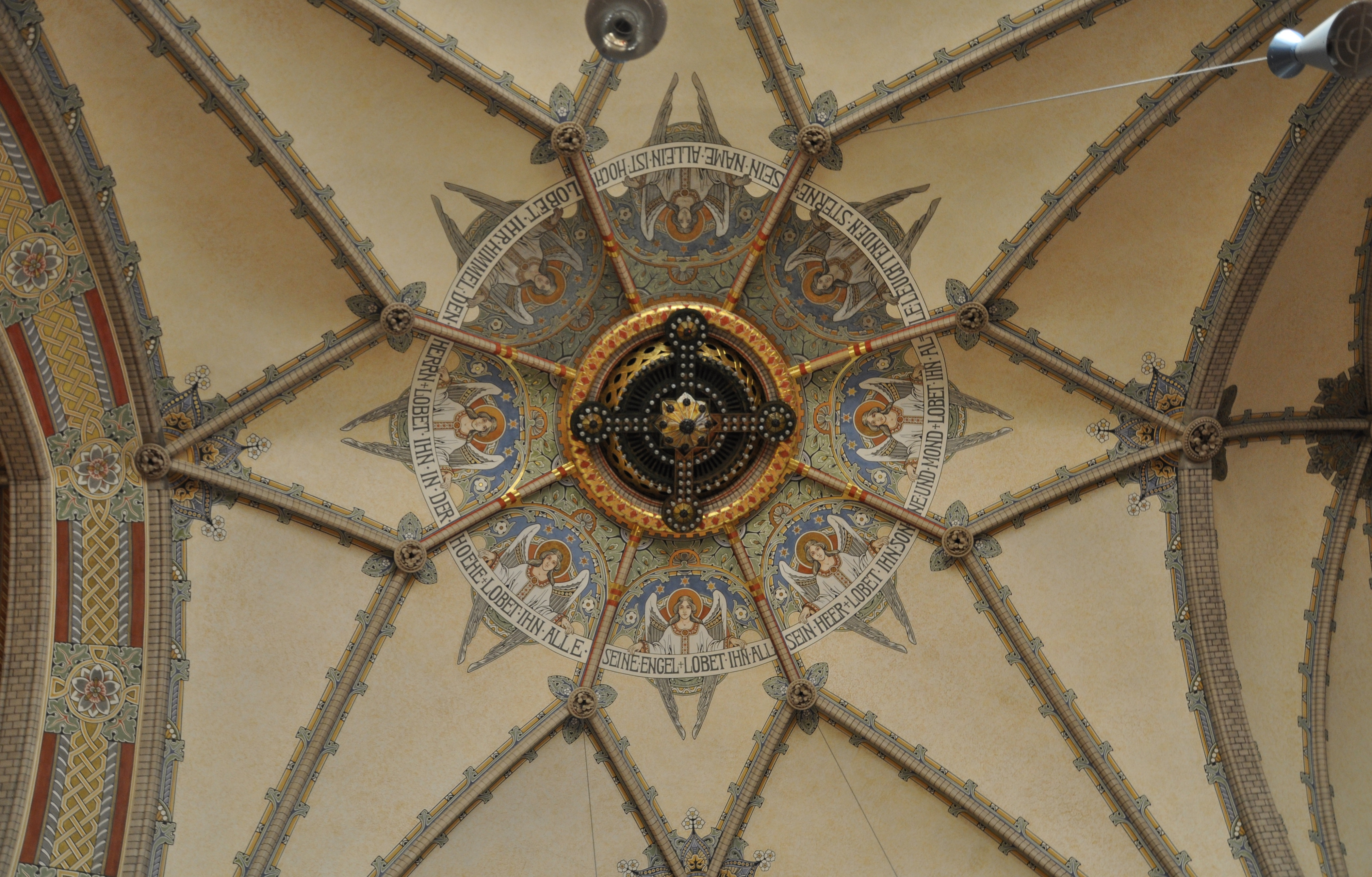
Stergewelf en kruisverlichting
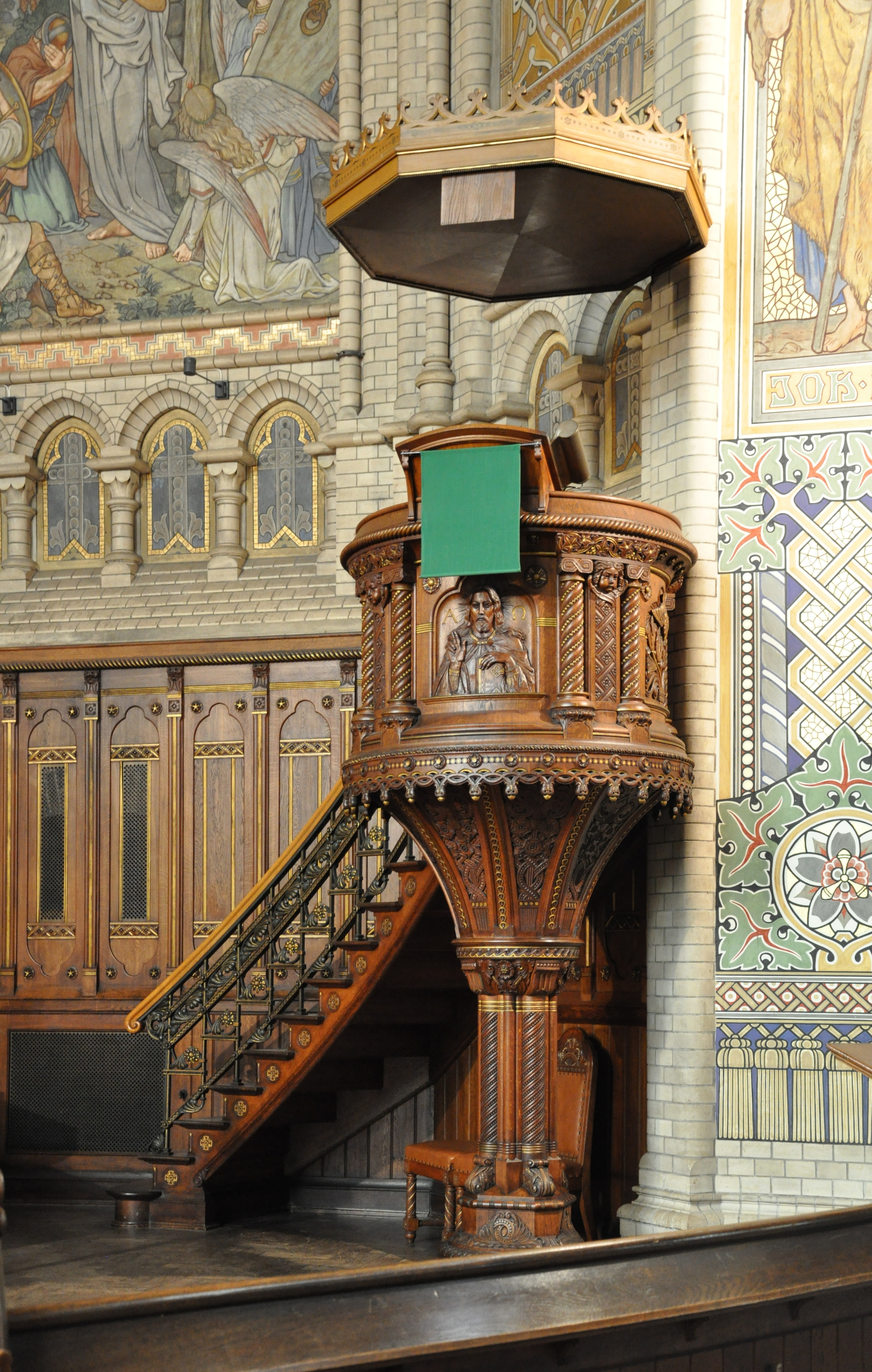
Kansel
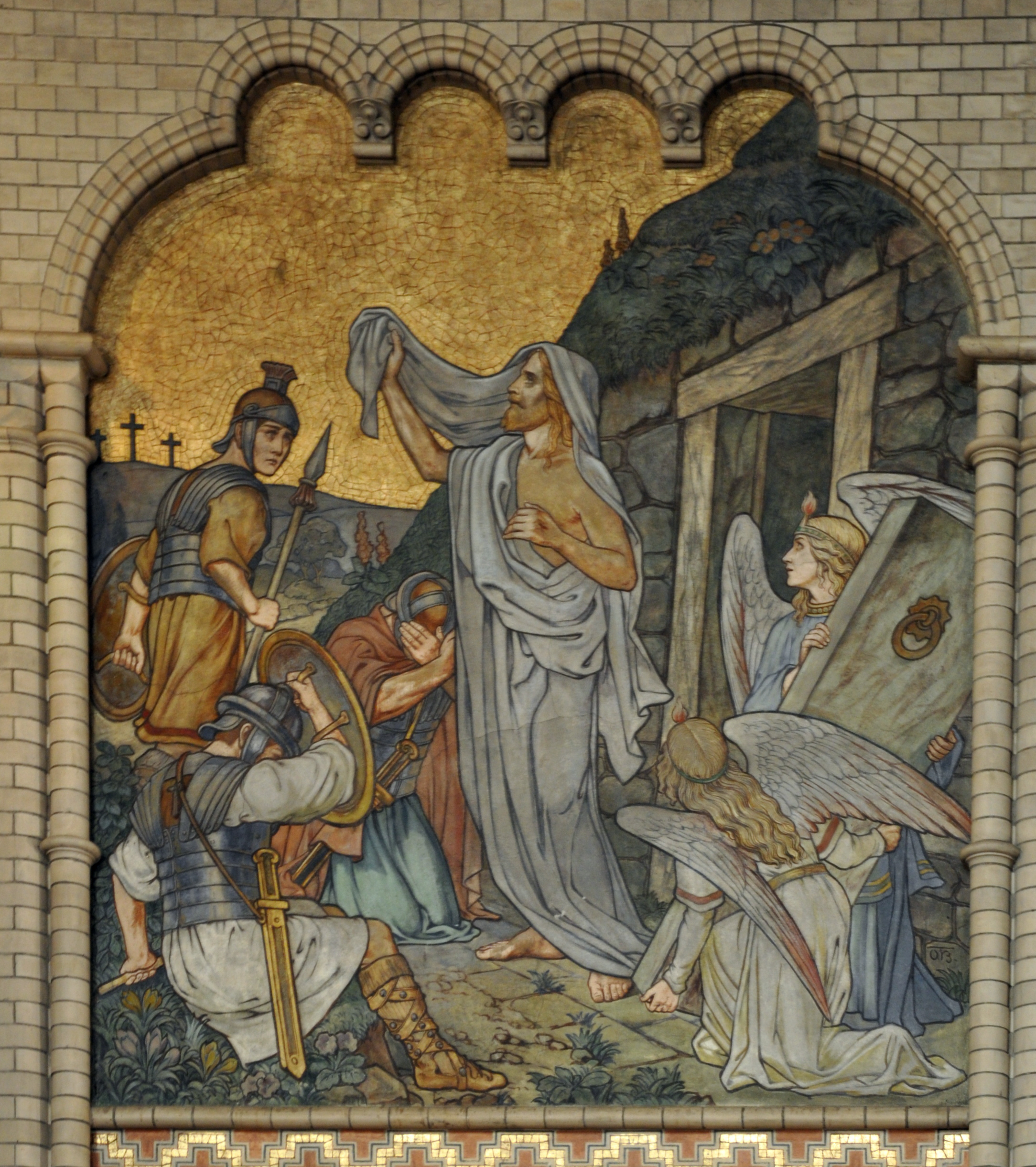
Muurschildering van de Verrijzenis